# 睦邻政策

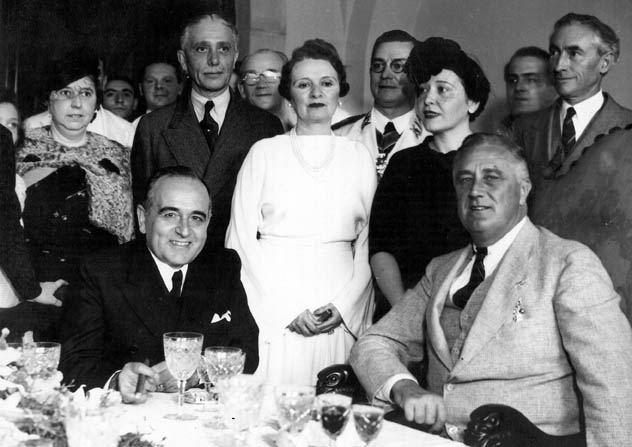
1936年巴西總統热图利奥·瓦加斯（左）和美國總統富兰克林·德拉诺·罗斯福合影

睦邻政策（英語：Good Neighbor policy；西班牙語：葡萄牙語：），是小罗斯福作为美国总统时期对拉丁美洲的外交政策，它有两个主要目标：保证拉美国家加入二战盟军，不与轴心国或共产主义有任何联系；将拉美转变为美国原材料的供应地与商品，包括电影的出口地。
睦邻政策的主要原则是不干涉拉丁美洲国家内政，它同时强化了美国作为「好邻居」的理念。总的来说，小罗斯福政府希望这个新政策可以带来新的双边经济发展机会并重申美国在拉丁美洲的影响。然而，许多拉美政府并没有被说服。由于阿根廷并不归从于盟军而选择中立，美国决定对其实施经济制裁。在当时拉丁美洲地区最盈利最先进的阿根廷电影产业逐步丧失它在西班牙语市场的份额。
睦邻政策是美国从以传统方式干涉拉丁美洲转移的一步，它依然是保证美国在西半球政治霸权的工具。与老罗斯福武力干涉不同，小罗斯福依靠经济手段和外交方法对拉美国家进行干涉。一些与美国合作的国家，像墨西哥，哥伦比亚和委内瑞拉，很快加入了二战盟军，并与美国保持良好关系。

## 背景
睦邻政策由美国总统小罗斯福在1933年提出，意在缓和与拉美国家的紧张关系。小罗斯福总统之所以想出这个政策，是因为从20世纪以来，美国的外交政策如「大棒政策」和「金元外交」逐渐招致了拉美国家的反对情绪。为了平息这种反对情绪，睦邻政策表达了美国对于拉美国家「平等」、「不干涉」的意愿。

### 大棒政策
大棒政策是美国第26任总统老罗斯福于就职期间(1901-1909)提出的外交政策。一句合适的谚语来形容此项外交政策是「手捧大棒口如蜜，走遍天涯不着急」。大棒政策的具体方针是以强大的军事经济力量作为坚实的后盾来使拉美等国家听从美国。
大棒政策对20世纪的美国有着重大的影响。依靠大棒政策，美国在拉美地区逐渐获得了的掌控权。如1902年，委内瑞拉因欠债不还被英国、德国等欧洲国家封锁围困。老罗斯福趁此机会渔利，强烈地谴责了这些欧洲国家并强迫他们解除封锁。此后大棒政策一直持续下去，成为美国最为典型的外交政策。

### 第二次世界大战
由于第二次世界大战的爆发，睦邻政策从修复美国与拉丁美洲国家关系转变为保护西半球团结与和平、对抗纳粹影响、保证南美地区战时物质和资源的安全。

## 小罗斯福政策
小罗斯福在1933年3月4号就职宣誓上说：「至于外交政策方面，我会尽本国所能，来做一个好邻居，尊重自己也尊重其他国家的权利，尊重他与世界其他邻居许下的诺言」。

### 作用
睦邻政策终结了美国海军对尼加拉瓜和海地的占领与许多协议的诞生。
同时它还试图重新定义美国人对拉美人的看法，保证西半球团结。为了达到这一目的，小罗斯福在1940年8月建立了美洲事务协调办公室（OCIAA）并任命纳尔逊·洛克菲勒为领导。实质上，OCIAA是美国政府的宣传工具，用来按照美国人的视角定义拉丁美洲社会。他们认为，好莱坞电影的力量可以赢得拉丁美洲人民的心与思想，进而促进美国与拉美国家的友谊。于是他们鼓励电影公司雇佣拉丁美洲人，制作展现拉美正面形象的影片。进而，他们要求影片制造商克制传播负面信息影片的制作。历史上，拉美人被形容为懒惰、不进取、怀疑。这催生了许多影片，像卡門·米蘭達主演的The Gang's all here（黑帮都在这里），迪斯尼电影致候吾友、三骑士等。睦邻政策的文化影响还包括CBS电台推出的「你好 美洲」等节目。
在二战结束的时候，拉丁美洲是世界上最支持美国的地区。

### 美洲事务协调办公室
美洲事务协调办公室（Office of the Coordinator for Inter-American Affairs）是美国为了促进美洲内部经济商业领域合作而建立的事务处，同时也是监管国际电影产业关系的中心机构。
事务处的功能是向拉美国家传播新闻、影片和广告，包括播送广播，来抵消意大利和德国在那里的宣传，同时拉拢拉美国家，以及组织由著名演员和导演组成的遍及美洲的「美好愿望」旅程（good will tour），包括卡门•米兰达，怀特•迪斯尼等。另一个目标是与好莱坞合作创作一系列拉美主题的电影，期望与拉美观众产生共鸣。

### 卡门·米兰达
卡门·米兰达是一位在美國好萊塢走紅的葡萄牙裔巴西人，她的表演极大地弘扬了巴西音乐，同时为提高拉丁文化在美國的影响力做铺垫。美国政府鼓励她向外出訪和表演，以作为睦邻政策的一部分，政府认为，传递像她一样混傪美國及拉美文化的風格，可以使清教式的美国人民，更好地接受天主教的拉美文化。然而，在拉美国家，她并不受大众欢迎。譬如在6月15号，她参加了由巴西第一夫人达西·瓦格斯（Darci Vargas）组织的慈善音乐会，同时有许多巴西社会高层人士参与。她用英文及美式風格与观众打招呼，却受到冷遇。当米兰达开始演唱时，观众对她起哄。她试着完成表演但是最终在观众的嘘声中离开了舞台。这一事件深深地刺痛了米兰达。接下来的几天，巴西出版社批评她「过于美国化」。
她出演的影片The Gang's All Here并不受拉美国家欢迎。许多人感觉它是透过美国成见的透镜来描绘拉美文化，而不是它本来的样子，展現美國自以為是的文化霸權。许多拉美人感觉他们的文化被误解和扭曲，这一错误的责任却在于他们自己的同胞——卡门·米兰达。电影Down Argentine Way遭到严厉的批评并最终在阿根廷禁播，理由是「错误的展示布宜诺斯艾利斯的生活」。

### 影片
1941年，在美国政府的赞助下，怀特•迪斯尼与其他动画片制作者组成的团体前往南美国家进行访问。

#### 致候吾友
致候吾友于1942年8月24日首映在里约热内卢，在1943年2月6日于美国发布，期间间隔了半年。
在1941年美国加入二战之前，美国政府发起了迪斯尼南美友好旅行，意在出版一部电影上映在美国与拉丁美洲，作为睦邻政策的一部分。之所以选择迪斯尼是因为许多拉美政府与纳粹德国有紧密联系，美国政府希望打破这些联系。老鼠米奇和其他迪斯尼角色在拉美地区很流行，华特·迪斯尼作为大使出行。
电影包括了一系列展示现代拉丁美洲城市的镜头，包括摩天大厦与衣着时尚的居民。这使得许多现代美国观众十分吃惊，因为他们总是把这些场景与美国和欧洲城市联系起来。这也造成了对拉美印象的改变。

#### 三骑士
三骑士于1944年12月21日首映在墨西哥城，在1945年2月3日于美国发布，3月在英国上映。
电影作为迪斯尼工作室对拉丁美洲的友好消息而出版发行。随着主演唐老鸭打开一个从他拉丁美洲朋友那里得到的生日礼物，电影剧情逐渐铺展开来。许多曾经的迪斯尼明星都出现在电影里，像致候吾友里出现的抽烟鹦鹉。

### 1939年世界博览会
在1939纽约世界博览会上，拉丁美洲国家争相向世界展示本国，向世界其他国家示好，努力促进本国旅游产业发展。此次博览会是提升美国与拉美国家关系的极好时机。在纳粹与二战阴影下，1939年纽约世博会提倡和平与国家间独立。阿根廷、智利、巴西、委内瑞拉、古巴、墨西哥、尼加拉瓜都参加了本次博览会。每个国家都抓住机会在世界——尤其是美国面前展示自己。在各国努力弘扬本国文化的同时，拉美旅游业得到促进。

## 影响
首先，睦邻政策使一度紧张的美拉关系得以改善；对于小罗斯福自身而言，由于推行相对温和友善的睦邻政策，赢得了拉美人民的尊重，获得了很高的声誉。小罗斯福在拉美赢得了美名，被誉为世界上最好的邻人。
其次，睦邻政策的推行，使美拉关系改善，为二战中双方政治军事合作奠定了基础。軸心國一直在拉美进行渗透颠覆，拉美一些国家如阿根廷与德意关系密切，存在着倒向法西斯一方的可能，试想假如美国继续推行大棒政策，可以肯定有一些国家必然向德意靠拢。睦邻政策加强了美国与拉丁美洲之间的合作并且深化了信任和友谊，所以拉美国家才坚定地站在美国这边。
第三，睦邻政策提供了对拉美政策的一种思路，其许多原则容易为各国所接受，有利于美拉之间和谐相处。当然睦邻政策的原则，不会随着小罗斯福的去世而完全消失，它对以后美国对拉美政策也产生了深远的影响。

## 结束
第二次世界大战结束，美国将自己的邻居重新定位，从地缘的角度转变为政治层面，努力帮助欧洲和日本恢复战后经济。这一决定在某种程度上忽略了拉丁美洲。
由于二战的结束，冷战时代的开始，美国感到保护西半球免受苏联共产主义、社会主义政治形式，以及计划经济的影响的重要性，这与睦邻政策不干涉内政的宗旨矛盾，所以开启了新一轮美国干涉拉丁美洲政治的篇章。从二战结束到冷战结束，为了减少并终结苏联对拉美地区的影响，美国间接或直接的干预了多次疑似社会主义或者民族主义的运动，並自1960年代古巴導彈危機後以間接和直接的形式在拉美國家推翻多個具親蘇聯和社會主義的左派政府，建立右翼軍政府獨裁政權，直至1980年代後期才開始民主化。